# Auguste-François Le Jolis
Auguste-François Le Jolis (1823-1904) est un naturaliste français spécialisé dans l'étude des algues.

## Biographie
Fils de Jean-Baptiste Magloire Le Jolis et de Honorine Le Lanchon, Auguste Le Jolis est élève au collège de Cherbourg. Il entre dans la maison de commerce paternelle, malgré son intérêt pour les sciences, et il la dirige après son père jusqu'en 1888.
Avec assiduité, il suit les audiences du tribunal de commerce; il devient juge, suppléant (1864-1869) puis titulaire (1869-1879), et présidé le tribunal de commerce entre 1882 et 1888.
Ses loisirs s'organisent autour de la botanique.
Il meurt le 20 août 1904 à Cherbourg. Sa femme lègue son herbier et sa collection scientifique à la Société nationale des sciences naturelles et mathématiques de Cherbourg.

## Reconnaissance scientifique
Auteur d'une importante correspondance avec les scientifiques du monde entier, il se passionne pour l'étude des algues. Ses herborisations lui donnent une réputation internationale: son herbier considérable rassemble de nombreuses plantes marines.
En 1842, il devient membre de la Société Linnéenne de Normandie. En 1844, il fonde la Société d'Horticulture de Cherbourg et fonde la Société des Sciences Naturelles de Cherbourg en 1851, avec Emmanuel Liais et Théodose du Moncel, qu'il dirige pendant plus de cinquante ans.
Il est membre de nombreuses sociétés scientifiques en Europe et en Amérique du Nord. Il est élu le 6 avril 1854 à l'Académie des sciences, belles-lettres et arts de Savoie, avec pour titre académique Correspondant.
Auguste Le Jolis organise la publication des 31 premiers volumes des Mémoires de la Société nationale des sciences naturelles et mathématiques de Cherbourg (1852 -1900).